# 劉志昇
劉志昇（1967年4月21日—），台灣棒球選手，曾任中華職棒興農牛隊領隊、球評。

## 經歷
- 鼓岩國小少棒隊
- 板橋國中青少棒隊（榮工青少棒隊）
- 中華中學青棒隊（榮工青棒隊）
- 榮工棒球隊
- 中國信託成棒隊
- 虎風棒球隊
- 陸光棒球隊
- 中華職棒和信鯨隊投手教練（1997年～1998年）
- 中華職棒味全龍隊投手教練（1999年）
- 台灣大聯盟年代雷公隊投手教練（2000年～2002年）
- 中華職棒第一金剛隊投手教練（2003年）
- 年代電視台台灣大聯盟球評（2004年）
- TOGETHER女子棒球隊教練（2004年）
- 中華職棒中信鯨隊投手助理教練（2005年）
- 蘋果日報球評
- 緯來體育台中華職棒球評
- 中華職棒興農牛隊二軍投手教練（2006年7月19日～8月20日）
- 中華職棒興農牛隊投手教練（2006年8月20日～2007年9月2日）
- 中華職棒興農牛隊領隊（2007年9月2日～2010年11月23日）
- 中國棒球聯賽河南吉象隊教練(2012年)
- 高雄市七賢國中青少棒隊（2020年～2021年）
- ELEVEN SPORTS中華職棒統一獅主場球評(2019年~2020年)

## 個人年表
- 1985年 -- 第五屆IBA世界青棒錦標賽中華代表隊
- 1987年 -- 第二屆荷蘭港口盃中華成棒代表隊
- 1990年 -- 第三十一屆世界盃棒球錦標賽中華成棒代表隊
- 1990年 -- 第十一屆中國北京亞運中華成棒代表隊
- 1990年 -- 第三屆會長盃中華成棒代表隊
- 1994年 -- 第三十二屆世界盃棒球錦標賽中華成棒代表隊
- 1994年 -- 第十二屆日本廣島亞運中華成棒代表隊
- 1993年 -- 第十七屆亞洲棒球錦標賽中華成棒代表隊
- 1996年 -- 85年甲組成棒秋季聯賽中國信託棒球隊教練
- 2004年 -- 第二十二屆荷蘭哈連盃中華成棒代表隊教練
- 2008年 -- 第二十九屆北京奧運會棒球比賽項目球評

## 名言
- 2009年2月14日，球員工會成立前:我禁止牛隊所有球員加入工會，如果今天有任何人參加成立大會，牛隊絕對開解散(球隊)這一槍，後果自行負責。[來源請求]
- 2009年2月14日，球員工會成立後:我是領隊，代表球團傳達訊息給球員，我不是在恫嚇他們，也不想造成對立，只是想把問題的嚴重性告知大家，但還是有人要去參加，我只能說遺憾。[來源請求]
- 2020年5月16日，由於不斷重覆「我很喜歡」林靖凱，讓統一獅隊的應援團更因此作了「我很喜歡」一首歌，他聽聞後哈哈大笑說：「我現在多了一句，I like him very much.」。[1]

## 特殊事蹟
- 1987年 -- 76年全國成棒甲組春季聯賽最佳投手獎。
- 2007年 -- 9月2日成為中職首位升任領隊職務的教練。擔任領隊之後，經常利用媒體對外表發爭議性的個人意見。
- 2008年 -- 1月18日曾因為張泰山擅自未跟球團練習而離開球隊憤怒，想以買斷的方式給其他球團吸收，並開價拿700萬來就可以帶走張泰山，事後有球隊洽談，但劉並不認帳。
- 2008年 -- 7月3日邀請徐生明加盟興農牛隊，並打算開始找球員準備成立興農二軍。
- 2009年 -- 由於張家浩主動要求離隊，准許給予離隊同意書，但表示如果下次再有主動離隊者，不會再發同意書給離隊球員。
- 2009年 -- 因為球員籌組球員工會未知會牛隊球團，不惜揚言球員工會成立記者會若有牛隊球員出席將解散球隊。
- 2009年 -- 因工會事件，引咎辭職，在獲得慰留後，宣告工會事件自導自演的收場落幕。
- 2010年 -- 辭去興農牛領隊一職。
- 2012年 -- 赴中國大陸擔任河南吉象隊總監兼教練

## 外部連結
- 劉志昇在台灣棒球維基館上的頁面（繁體中文）
- 「台灣不珍惜教練」 劉志昇赴陸發展-聯合新聞網(2012年6月9日) （页面存档备份，存于）